# الرابطة العالمية للمحررين الطبيين
جمعية العالمية المحررين الطبيين (مختصرة WAME ، تلفظ "whammy") هي منظمة دولية افتراضية لمحررين المجلات الطبية.   تأسست في عامِ 1995م من قبلِ مجموعة من أعضاءِ اللجنة الدولية لتحرير المجلات الطبية (ICMJE) ،و الذين كانوا قلقين من أن اللجنة الدولية لتحرير المجلات الطبية(ICMJE) أصبحت "صغيراً جداً ، وتخدم مصالح شخصية ، ومخصخصة".[1] تم إطلاقها في 16 مارس 1995م في بلاجيو، لومبارديا إيطاليا بعد عقد مؤتمر استمر لثلاثة أيام لمناقشة طرق تمكين تعاون دولي أكبر بين محرري المجلات الطبية. حضر المؤتمر اثنان وعشرون محرراً من ثلاثة عشر دولة، ومول جميعهم من قِبَلِ مؤسسة روكفلر.   أي محرر من مجلة طبية حيوية تم مراجعتها من قبل أقرانه مؤهلاً للانضمام إلى الجمعية العالمية المحررين الطبيين. 

## الروابط الخارجية
- الموقع الرسمي